# Пештерна
Пеште́рна (болг. Пещерна) — село в Ловецькій області Болгарії. Входить до складу общини Луковит.

## Населення
За даними перепису населення 2011 року у селі проживали 147 осіб.
Національний склад населення села:
| Національність   | Кількість осіб | Відсоток |
| ---------------- | -------------- | -------- |
| болгари          | 132            | 89,8%    |
| цигани           | 12             | 8,2%     |
| турки            | 3              | 2,0%     |
| інша             | 0              | 0%       |
| не визначились   | 0              | 0%       |
| Всього відповіли | 147            |          |

Розподіл населення за віком у 2011 році:
Динаміка населення: